# Іж-56

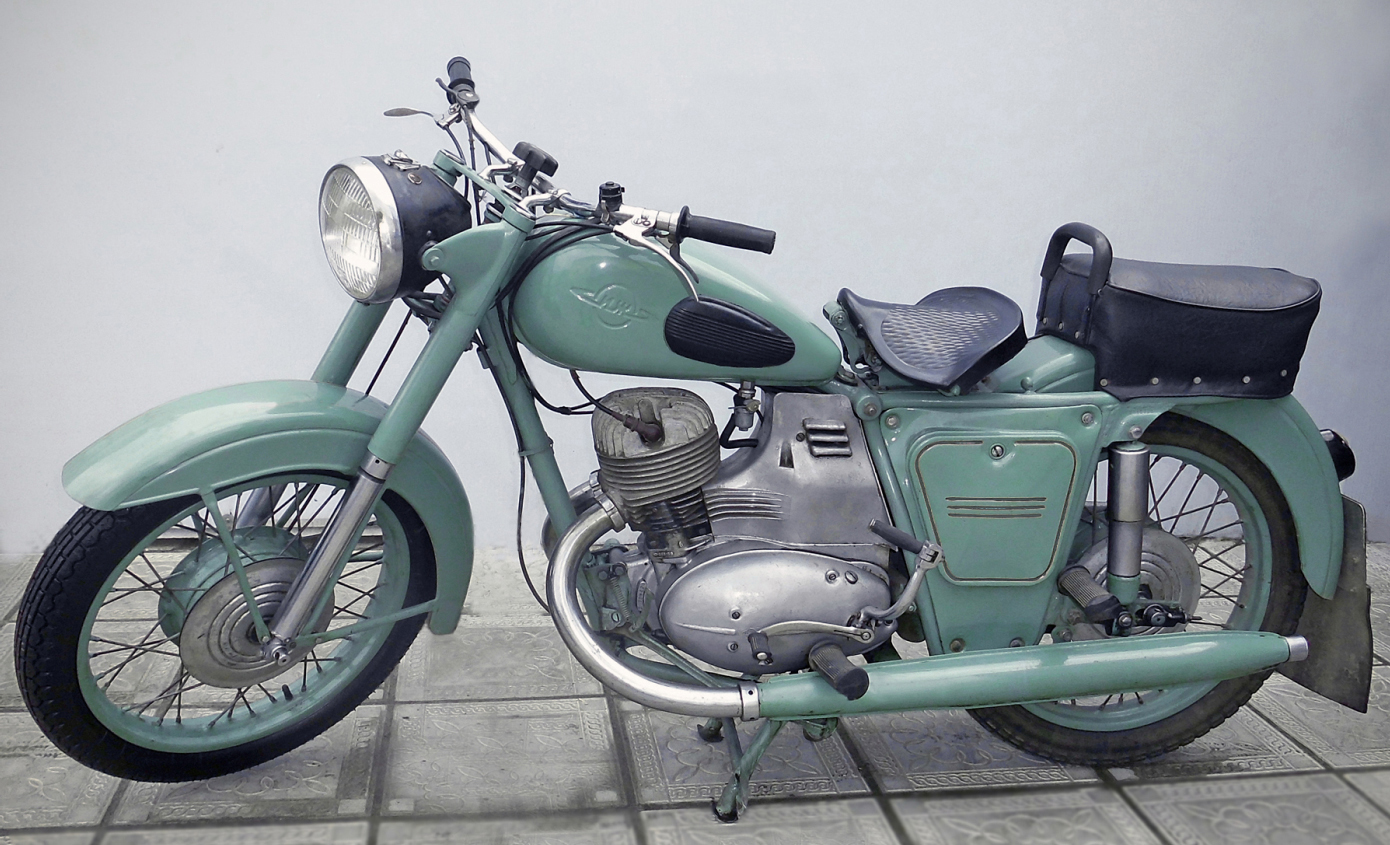
Мотоцикл Іж-56, 1956 рік

Іж-56 — дорожний мотоцикл середнього класу, призначений для їзди по дорогах з різним покриттям, наодинці або з пасажиром. Випускався Іжевським машинобудівним заводом у період з 1956 по 1962 рік.

## Історія
У 1956 році з'явилася нова модель — «Іж-56», а незабаром завод вже випустив їх дослідну партію. За своєю конструкцією мотоцикл істотно відрізнявся від раніше випущених. Штампована рама стала трубчастою, були передбачені глибокі щитки коліс, що захищають водія від пилу та бруду, сідло з губчастої гуми з чохлом. Мотоцикл випускався в двох варіантах — зі здвоєним і з роздільними сідлами. Карбюратор та очисник повітря закрили кожухами, які в поєднані з інструментальними ящиками, надали машині гарний зовнішній вигляд. Колеса з прямими спицями стали взаємозамінними. Ланцюг, що йде від коробки передач до заднього колеса був захищений герметичним кожухом. Він був на 20 відсотків потужніше свого попередника, потужність двигуна підвищилася до 13 к.с. Його «тираж» за час випуску становив 680 тисяч штук, з яких 130 тисяч були оснащені боковим причепом. З 1962 року на базі машини «Іж-56» освоєно виробництво мотоцикла «Іж Планета».

## Конструкція
На мотоциклі встановлений одноциліндровий, двотактний двигун повітряного охолодження з зворотно-петлевим двоструменевим продуванням, з приготуванням робочої суміші в карбюраторі і займанням її в циліндрі від електричної іскри. На відміну від свого попередника Іж-49, у «56-го» був алюмінієвий циліндр. Колінчастий вал — збірний, пресований. Картер — блочного типу. У передній частині знаходиться кривошипна камера, в задній розміщена коробка передач. Картер складається з двох половин з роз'ємом. Педаль ножного перемикання передач і педаль кікстартера розташовані з лівого боку картера коробки передач. Важіль ручного перемикання передач не був винесений на бак, як на Іж-49, а був виконаний у вигляді вертикального важеля ліворуч на двигуні.

## Технічна характеристика

### Загальна
- Габаритна довжина → 2115 мм.
- Габаритна ширина → 780 мм.
- Габаритна висота → 1025 мм.
- Кліренс → 135 мм.
- Суха вага мотоцикла → 158 кг.
- Максимальна швидкість → понад 100 км/год.
- Ємність паливного бака → 14 л.
- Запас ходу по шосе → 160—180 км.
- Витрата палива по шосе → не більше 4,5 літра на 100 км.
- Паливо → Бензин з автолом 10-18 в пропорції 25:1
- Подолання водних перешкод → 300 мм.

### Двигуна
- Хід поршня → 85 мм
- Діаметр циліндра → 72 мм
- Кількість циліндрів → 1
- Робочий об'єм циліндра → 346 см³
- Ступінь стиснення → 6,8
- Максимальна потужність → 13 л.с. при 4200-4500 об/хв.
- Охолодження → повітряне
- Система змащення → спільна з паливом
- Тип карбюратора → К-28Д

### Додаткові
- Зчеплення → багатодискове, в масляній ванні
- Коробка передач → чотириступінчаста, двоходова.
- Передача → від коробки на заднє колесо роликовий ланцюг, передавальне число-2, 47.
- Рама → трубчаста, зварна.
- Передня вилка → пружинна телескопічного типу з гідравлічними амортизаторами.
- Задня підвіска → пружинна з гідравлічними амортизаторами
- Тип гальм → колодкові
- Тип коліс → легкознімні, з тангентнорозташованими спицями.
- Розмір шин → 3,25-19

## Спортивні модифікації
У 1955 році почалося виробництво нового сімейства спортивних мотоциклів з трубчастою зварною рамою і маятниковою задньою підвіскою.
- Іж-57К для кросових змагань.
- Іж-57М для багатоденних змагань.